# Plaza del Muelle
La plaza del Muelle o praza do Peirao (en gallego) es una plaza de origen medieval situada en el extremo norte del casco histórico de la ciudad española de Pontevedra, muy cerca del puente del Burgo y del antiguo barrio portuario de A Moureira.

## Origen del nombre
La plaza debe su nombre a su ubicación en el espacio que ocupó, hace cinco siglos, uno de los muelles más importantes de la ciudad antes de los sucesivos rellenos, cuando el mar aún llegaba hasta este lugar en el fondo del río Lérez.

## Historia
La zona que ocupa la plaza era el centro de la actividad portuaria de la ciudad en los siglos XV y XVI y se conocía como Plancha ya en 1398. El nombre deriva del hecho de que hasta el muelle llegaba una plancha sostenida por pilares de madera, constituyendo un muelle de madera anterior a los muelles del siglo XVI, que servía para el desembarco de las embarcaciones. Esta plaza tenía la condición de litoral urbano como espacio inmediato y exterior de la ciudad cuando ésta era el principal puerto de Galicia. Algunas de sus primeras cercas terminaban en la antigua calle Cans. En el siglo XVI, había un almacén de sal al oeste de la plaza donde se almacenaba la sal que se utilizaba para salar el pescado que se descargaba en el puerto. También en esta época existía un postigo en la muralla medieval en la confluencia de la actual plaza Valentín García Escudero con la calle Arzobispo Malvar y la plaza del Muelle, que, junto al Lérez, servía de enlace entre la ciudad medieval y los muelles de la época. Las murallas se extendían hasta el río, protegiendo los muelles.
En el siglo XIX, todavía había en el lugar muelles y embarcaderos. En 1848, aún llegaban y descargaban los barcos en la plaza de la Plancha, y todavía existían los almacenes de sal de donde entraban y salían cargamentos de sal para ser consumidos en Pontevedra, sus alrededores y la provincia de Orense. En 1854 la plaza aparecía con la denominación plaza del Muelle del Puente. En 1856, según el plano de Francisco Coello de Portugal y Quesada la plaza aún tenía forma irregular y adoptaba las dos acepciones de plaza de la Plancha o plaza del Muelle.
En 1876, el arquitecto municipal Alejandro Sesmero propuso "mejoras en la ornamentación y alineaciones de la plaza del Muelle y la ubicación de una nueva fuente". Con estas mejoras, la plaza quedó presidida por una fuente neoclásica de piedra coronada en 1950 por la estatua de la diosa romana Fama procedente de la antigua fuente de la Herrería, añadida al mismo tiempo que un remate de piña en el siglo XVIII y que no se utilizaron en su restauración. A finales del siglo XIX en la Casa del Pueblo, situada en la plaza, se reunían los obreros sindicados.
En 1926, la federación de obreros de Pontevedra propuso renombrar la plaza como Plaza de Pablo Iglesias, en honor al fundador del PSOE, dado que allí se encontraba la Casa del Pueblo. Sin embargo, la propuesta no se concretó.
En 1931 se añadió una planta a otra ya existente al actual Edificio del Colegio Oficial de Aparejadores y Arquitectos Técnicos de Pontevedra, al sur de la plaza, pero no fue hasta mediados de los años 50 del siglo XX cuando, según un diseño del arquitecto Juan Argenti Navajas, se le añadió una planta más con un ático bajo cubierta, que configuró su estructura actual.
En 1993 se instaló en la plaza un monolito de piedra con una inscripción que recuerda que en los muelles de Pontevedra se construyó la carabela Santa María.

## Descripción
Se trata de una plaza rectangular muy irregular delimitada al este por la plaza Valentín García Escudero y en la que confluyen las calles Barón y Arzobispo Malvar. Como el resto del centro histórico de la ciudad, está empedrada y es peatonal.
La plaza está dominada en su lado sur por el edificio noble del Colegio Oficial de Aparejadores y Arquitectos Técnicos de Pontevedra. La parte central de la plaza es una zona ajardinada, con pequeños caminos empedrados entre el césped, que convergen en el centro en una fuente neoclásica de 1876, coronada por la estatua de la diosa romana Fama. La parte inferior de la fuente imita un fuste clásico, con una pequeña pila y cuatro mascarones.
En la parte norte del jardín se alza un monolito de piedra con la siguiente inscripción: "Más de medio milenio ha, que en esta ribera del Lérez se construyó la carabela Santa María «La Gallega», sobre la que el almirante pontevedrés Cristóbal Colón cambió el destino del mundo".
Al norte de la plaza, al final de la calle Arzobispo Malvar, se encuentra la que fuera casa natal del intelectual y alcalde de Pontevedra, Xosé Filgueira Valverde. En el lugar se conservan los restos de la casa en la que vivió el poeta, almirante e hidalgo Pay Gómez Chariño. Sus restos reposan en la iglesia del Convento de San Francisco.

## Edificios destacados
En el lado sur de la plaza se encuentra el Edificio del Colegio Oficial de Aparejadores y Arquitectos Técnicos de Pontevedra. Se trata de una gran casa exenta de piedra que adquirió su aspecto actual a mediados del siglo XX. Consta de planta baja, dos pisos y ático. La fachada norte, que da a la plaza, presenta una gran chimenea de piedra en el lado derecho y arcos rebajados en las ventanas de la primera y segunda plantas. En la fachada de la calle Barón, el primer piso tiene un balcón corrido a lo largo de la fachada y el segundo piso tiene un balcón en el centro y dos galerías en cada extremo. En la planta baja, las ventanas y puertas están protegidas por elementos de acero corten. En el tejado, la cubierta de tejas está rematada en los laterales de las fachadas sur y norte con prominentes gárgolas de cobre.
Al final de la calle Arzobispo Malvar, en el lado norte de la plaza, se encuentra la antigua casa natal de Xosé Filgueira Valverde. Fue residencia del médico y alcalde de la ciudad, Ángel Cobián Areal, y ha sufrido numerosas reformas. Fue construida sobre el antiguo pazo del almirante Pay Gómez Chariño, y oculta los restos de una torre de las antiguas murallas medievales.

## Galería de imágenes
|                  |
| Plaza del Muelle |

|                                                                 |
| Monolito monumento a la construcción de la carabela Santa María |

|                                                                                   |
| Edificio del Colegio Oficial de Aparejadores y Arquitectos Técnicos de Pontevedra |

|                                                          |
| Fuente neoclásica de 1876 diseñada por Alejandro Sesmero |

|                                            |
| Plano de 1856 con la plaza en el número 11 |

|                    |
| Flores en la plaza |

|                                                                 |
| Estatua de la diosa romana Fama coranando la fuente de la plaza |

|                                                |
| Placa de la plaza, antigua Plaza de la Plancha |

|                                       |
| Casa natal de Xosé Filgueira Valverde |